# Mistrzostwa Polski w Wędkarstwie Muchowym (2016)
XXXIX Mistrzostwa Polski w Wędkarstwie Muchowym – mistrzostwa Polski w wędkarstwie muchowym, które odbyły się w dniach 9-11 października 2016 na rzece Łupawie (baza zawodów mieściła się w Ustce).

## Informacje ogólne
W imprezie udział wzięło 174 zawodników w trzech sektorach:
- A: od mostu w Podkomorzycach do Żochowa,
- B: od mostu w Poganicach do cofki w Łebieniu,
- C: od mostu kolejowego w Łebieniu do mostu drogowego w Damnie[1].

Najdłuższą złowiona ryba mistrzostw był lipień o długości 46,5 cm (Łukasz Ostafin). Zawody odbywały się równocześnie z XVII Mistrzostwami Polski Juniorów w Wędkarstwie Muchowym.

## Wyniki
Wyniki indywidualne:
- 1. miejsce: Marcin Pagiński, GWKS Neptun Gdańsk,
- 2. miejsce: Łukasz Ostafin, WKS Kraków, Sekcja Myślenice,
- 3. miejsce: Jarosław Dyduch, WKS Bielsko-Biała, Sekcja Skawica[1].

Wyniki zespołowe:
- 1. miejsce: Okręg PZW Słupsk,
- 2. miejsce: WKS Bystrzyca Lublin 2,
- 3. miejsce: WKS Bielsko-Biała, Sekcja Skawica[1].